# Adriaan Cornelis Valentin van Bemmel
Adriaan Cornelis Valentin van Bemmel (Beverwijk, 3 mei 1908 – 20 oktober 1990) was een dierkundige, docent, directeur van Diergaarde Blijdorp, natuurbeschermer en beschermheer van het Natuurhistorisch Museum Rotterdam.

## Biografie
Van Bemmel werd in Beverwijk geboren. Na voorbereidend onderwijs ging hij biologie studeren aan de Universiteit van Amsterdam (UvA) waar hij in 1937 zijn doctoraalexamen deed (hoofdvak dierkunde, bijvakken botanie en paleontologie). Tussen 1934 en 1937 had hij tijdelijke baantjes aan de universiteit en bij Staatsbosbeheer. In 1937 kreeg hij een vaste aanstelling als dierkundige aan het zoölogisch museum van 's Lands Plantentuin te Buitenzorg in Nederlands-Indië.
In 1941 werd hij krijgsgevangen en verbleef in kampen op Java. Tussen 1946 en 1951 was hij onder meer docent plant- en dierkunde aan de bosbouwacademie in Buitenzorg. In 1951 keerde hij terug naar Nederland, gaf les aan een middelbare school en maakte zijn proefschrift af. Hij promoveerde in 1952 aan de UvA. In 1953 werd hij natuurbeschermingsconsulent bij Staatsbosbeheer en deed advieswerk voor de regering. In 1957 werd hij benoemd tot onderdirecteur van Diergaarde Blijdorp in Rotterdam. Tussen 1961 en 1968 was hij directeur. In die hoedanigheid nam hij het Natuurhistorisch Museum in Rotterdam onder de hoede van de dierentuin. Dit had voor beide organisaties voordelen. Tot 1972 was van Bemmel betrokken als Rijksconsulent bij het werk van natuurhistorische musea.

## Zijn nalatenschap
Van Bemmel schreef meer dan 150 artikelen. Hij is de soortauteur van twee soorten vogels, de boanomonarch (Symposiachrus boanensis) en de morotaibrilvogel (Zosterops dehaani) en vier ondersoorten.

### Boeken (selectie)
- 1939.  Eine neue Pachycephala von den Nord-Molluken, nebst einer Bemerkung über den Rassenkreis Pachycephala pectoralis. Buitenzorg, Archipel Drukkerij.
- 1939. Zwei neue Vogel von der Insel Morotai. Buitenzorg, Archipel Drukkerij.
- 1940. (samen met N van Bemmel-Lieneman) De vogels van het Tenggergebergte  Weltevreden, Visser.
- 1941 (met M A Lieftinck) Het Zoölogisch Museum te Buitenzorg veertig jaar.
- 1948. A faunal list of the birds of the Moluccan Islands.
- 1952.  Contribution to the knowledge of the genera Muntiacus and Arctogalidia in the Indo-Australian Archipelago. Proefschrift UvA, Ponsen & Looijen, Wageningen.
- 1953. (samen met K.H. Voous) Supplement to the faunal list of the birds of the Moluccan Islands.
- 1953. Voorlopig rapport betreffende de status van de gewone zeehond, Phoca vitulina L., in Nederland. Staatsbosbeheer afd. Natuurbescherming en Landschap, Utrecht.
- 1956. Dieren die uitsterven. AO reeks
- 1956. Planning a census of the Harbour Seal (Phoca vitulina L.) on the coasts of the Netherlands. Amsterdam Zoological Museum.
- 1956. Zeehonden op onze kust. AO reeks.
- 1959. Dieren in de Delta. AO reeks.
- 1969. Een moderne ark van Noach: de dierentuin als redding voor bedreigde diersoorten. Amsterdam, Ploegsma.
- 1971. Dieren over de toonbank. AO reeks.
- 1972. Vaderlandse natuurlijke historie (samen met M.J.C. Kolvoort, uitgave IVN)
- 1975.  (met Jean Yves Domalain) Ik was handelaar in wilde dieren. Gaade, Amerongen.
- 1976. Wie ziet deze dieren nog in Nederland? Rijkspostspaarbank.
- 1978. bewerking van het boek: IJsberen van Thor Larsen. Gaade, Amerongen.
- 1978. (met Douglas Botting; Christopher Farman en Jeanne Buys) Ongerepte gebieden in Europa. Time-Life Boeken Amsterdam.

- International Standard Name Identifier: 0000 0003 8702 2511
- Nederlandse Thesaurus van Auteursnamen: 068884656
- Virtual International Authority File: 279915688
- WorldCat: E39PBJk4DqTbTr6TggGMxQDKBP